# Bătălia de la Sarmizegetusa
Bătălia de la Sarmizegetusa a fost asediul capitalei Regatului Dac, Sarmisegetuza făcut de armata romană în anul 106.

## Context
Datorită amenințării pe care o reprezentau dacii față de expansiunea spre răsărit a Imperiului Roman, în anul 101 împăratul Traian a luat decizia de a începe o campanie militară împotriva lor. Conflictul a început pe 25 martie și trupele romane, constând din patru legiuni principale, Legiunea a X-a Gemina, Legiunea a XI-a Claudia, Legiunea a II-a Traiana Fortis și Legiunea a XXX-a Ulpia Victrix au învins pe daci, ducând astfel la victoria romanilor.
Deși dacii a suferit o înfrângere în timpul primului război daco-roman al lui Traian, împăratul a amânat asaltul final asupra capitalei lor de Sarmizegetusa în scopul unei victorii definitive sigure, prin reorganizarea trupelor imperiale. Traian a impus concesii dace severe în cadrul negocierilor de pace cu dacii. Astfel, Decebal trebuia să renunțe la toate pretențiile sale asupra unor porțiuni ale regatului său, inclusiv Banat, Țara Hațegului, Oltenia, Muntenia și regiunea de sud-vest a Transilvaniei. De asemenea, el a trebuit să predea toți dezertorii romani și pe toți prizonierii capturați de trupele sale, precum și mașinile de război. La întoarcerea în Roma, Traian a fost salutat ca un lider victorios, și în onoarea triumfului său, el a luat numele de Dacicus, un titlu care apare pe monedele sale din această perioadă.
Cu toate acestea, în perioada următoare 103-105, Decebal nu respectă condițiile de pace impuse de Traian. Ca represalii împăratul se pregătește să anihileze complet regatul dac și să cucerească în cele din urmă capitala lui, Sarmizegetusa. Asediul Sarmizegetusei a avut loc în vara anului 106. Se estimează că cel mai probabil dacii au avut mai puțin de 20.000 de oameni capabili de luptă împotriva invaziei.

## Avansarea armatei romane
Forțele romane s-au apropiat de Sarmizegetusa împărțite în trei coloane principale. Prima coloană a traversat podul dunărean construit de Apollodor din Damasc, iar apoi a urmat văile râurilor Cerna și Timiș până la Tibiscum. Apoi s-au întors pe valea râului Bistra, prin depresiunea carpatică a Țării Hațegului. În aceste locuri, existau deja garnizoane romane staționate din primul război, ușurând foarte mult înaintarea romanilor. Ei au trecut prin Valea Cernei, Hațeg și Valea Streiului și au distrus cetățile dacice de la Costești, Blidaru și Piatra Roșie.
A doua coloană a armatei se crede că a trecut Dunărea undeva în apropierea anticului Sucidava și a mers apoi spre nord prin valea Jiului, unindu-se cu prima coloană romană în Țara Hațegului.
Forțele combinate ale celor două coloane au început să atace zona Munților Surianu, unde au întâlnit rezistență sporadică din partea dacilor, dar îndârjită. Cea de a treia coloană romană, cel mai probabil condusă de Traian însuși, a avansat prin estul Munteniei, a traversat Carpații printr-o locație apropiată de ceea ce este acum Bran și au mărșăluit spre vest, prin sudul Transilvaniei.
Restul trupelor din Moesia Inferior au trecut pe la Bran, Bratocea și Oituz, unde au distrus cetățile dacice dintre Cumidava (Râșnov acum) și Angustia (Bretcu). În lupta pentru cucerirea Sarmizegetusei au fost angajate mai multe legiuni romane: Legiunea a II-a Adiutirx, Legiunea a IV-a Flavia Felix, precum și un vexillatio (detașament) din Legiunea a VI-a Ferrata care până în acest război a fost staționat în Iudaea.
Forțele romane au învăluit în continuare Sarmizegetusa.
Despre alte unități romane se crede că au atacat alte așezări dacice și puncte de întâlnire, într-o zonă care se întinde spre nord până la râul Tisa și Moldova la est. Așezările dacice din vest, cum ar fi Ziridava, au fost complet distruse în această perioadă. Cu toate acestea, Moldova și Maramureș, situate în nordul României moderne, nu au devenit niciodată parte a provinciei romane Dacia și deci nu au cunoscut stăpânirea romană.

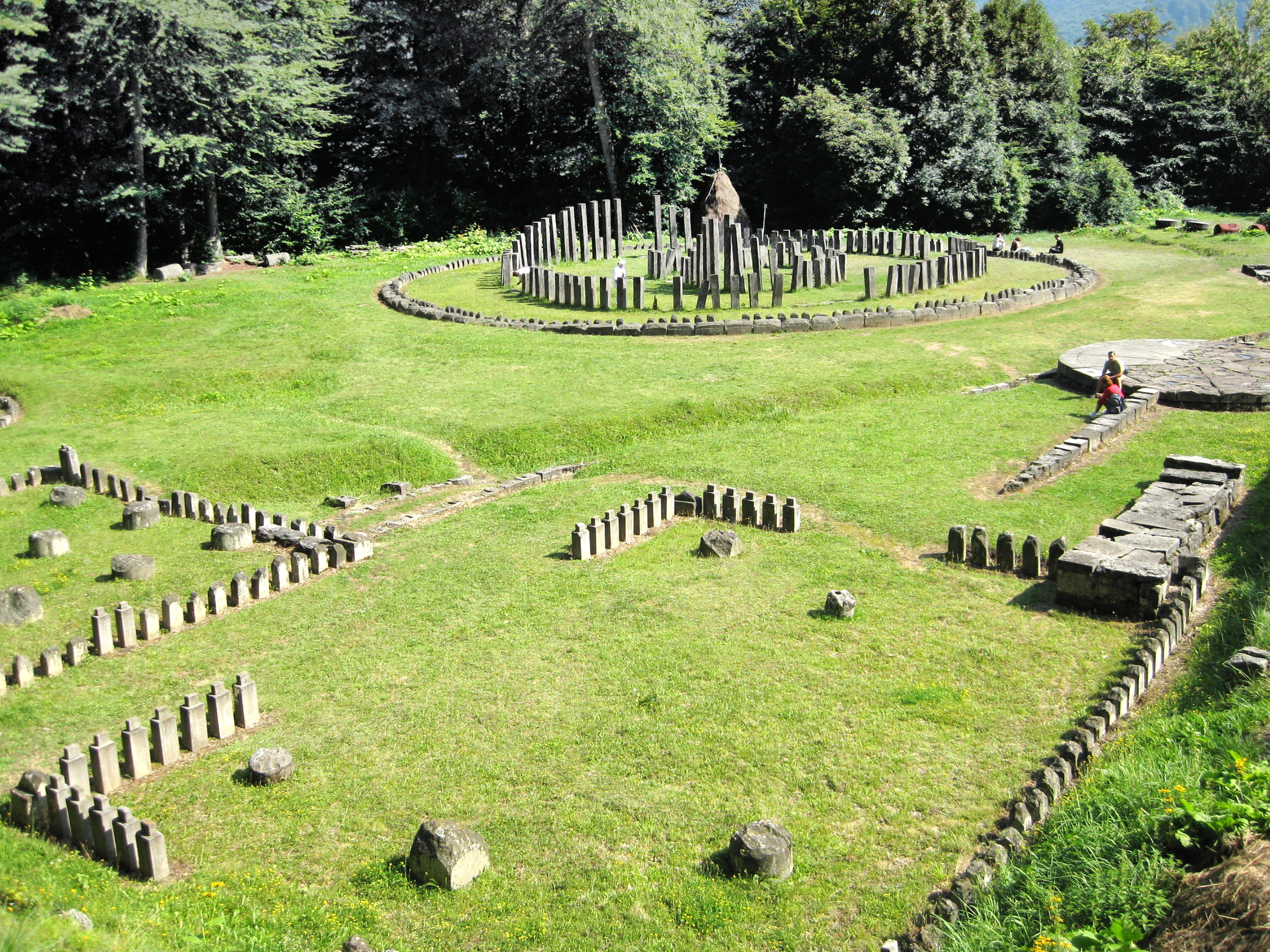
Sarmizegetusa, capitala Daciei

## Asediul
Singura înregistrare istorică a asediului este Columna lui Traian, care este o sursă controversată, fiind în primul rând o operă edilitar-artistică. Există și o dezbatere pentru a stabili dacă romanii au luptat de fapt pentru cucerirea Sarmizegetuzei sau dacă dacii au distrus capitala lor în timp ce se retrăgeau în fața legiunilor care avansau. Cei mai mulți istorici sunt de acord că un asediu al Sarmizegetusei a avut totuși loc. Primul atac a fost respins de apărători daci. Romanii au bombardat orașul cu armele lor de asediu și, în același timp, au construit o platformă pentru a ușura intrarea în cetate. Ei au încercuit orașul și cu un zid circumvallatio.
În cele din urmă, romanii au distrus conductele de apă ale Sarmizegetusei și au obligat pe daci să se predea înainte ca să dea foc la oraș. Forțele romane au reușit să intre în incinta sacră dacică, unde l-au salutat pe Traian ca împărat și apoi au nivelat (distrus) întreaga cetate. Legiunea a IV-a Flavia Felix a staționat acolo pentru a păzi ruinele Sarmizegetuzei. Ca urmare a încheierii asediului, Bicilis, un apropiat al lui Decebal, și-a trădat regele și a condus pe romani la comoara dacică, care, în conformitate cu Jérôme Carcopino (p. 73), consta din 165.000 kilograme de aur curat și 331.000 de kilograme de argint îngropate sub râul Sergetia (Cassius Dio 68. 14).

## După luptă
Decebal și mulți dintre oamenii săi au scăpat de legiuni în timpul asediului. Ei au fugit spre est, probabil spre fortificația de la Ranisstorum, a cărui localizare exactă nu se mai știe astăzi, doar pentru a fi prinși de către cavaleria romană. Cunoscând tratamentul adesea brutal pe care îl sufereau prizonierii de război luați de romani, Decebal s-a sinucis pentru a evita captura.
Capul lui Decebal și mâna sa dreaptă au fost apoi duse lui Traian. Romanii au reorganizat Dacia ca pe o provincie romană și au construit o altă capitală la o distanță de 40 kilometri de vechea Sarmizegetusa. Acest centru a fost numit Colonia Ulpia Traiana Augusta Dacica Sarmizegetusa.
Pierderile suferite în acest război de către daci au fost uriașe, dar armata romană a avut și ea pierderi semnificative în timpul cuceririi Daciei. Prima răscoală începe după moartea lui Traian și începutul domniei succesorului său, împăratul Hadrian, în 117. Acest lucru arată impactul pe care împăratul l-a avut asupra dacilor după război.
În timp ce bătălia s-a încheiat cu victorie romană, această bătălie este considerată de către istorici ca fiind ultima mare cucerire a Imperiului Roman, înainte de a intra spre sfârșitul sec. al II-lea în perioada sa de declin.